# Río Uele
El río Uele (en idioma lingala, Wɛlɛ) es un largo río del África central que discurre íntegramente por la República Democrática del Congo, una de las fuentes del río Ubangui, a su vez afluente del río Congo. Tiene una longitud de 1210 km —aunque si se considera como un único sistema fluvial, el conjunto Ubangui-Uele, llega a los 2270 km.
El río es parcialmente navegable.

## Geografía

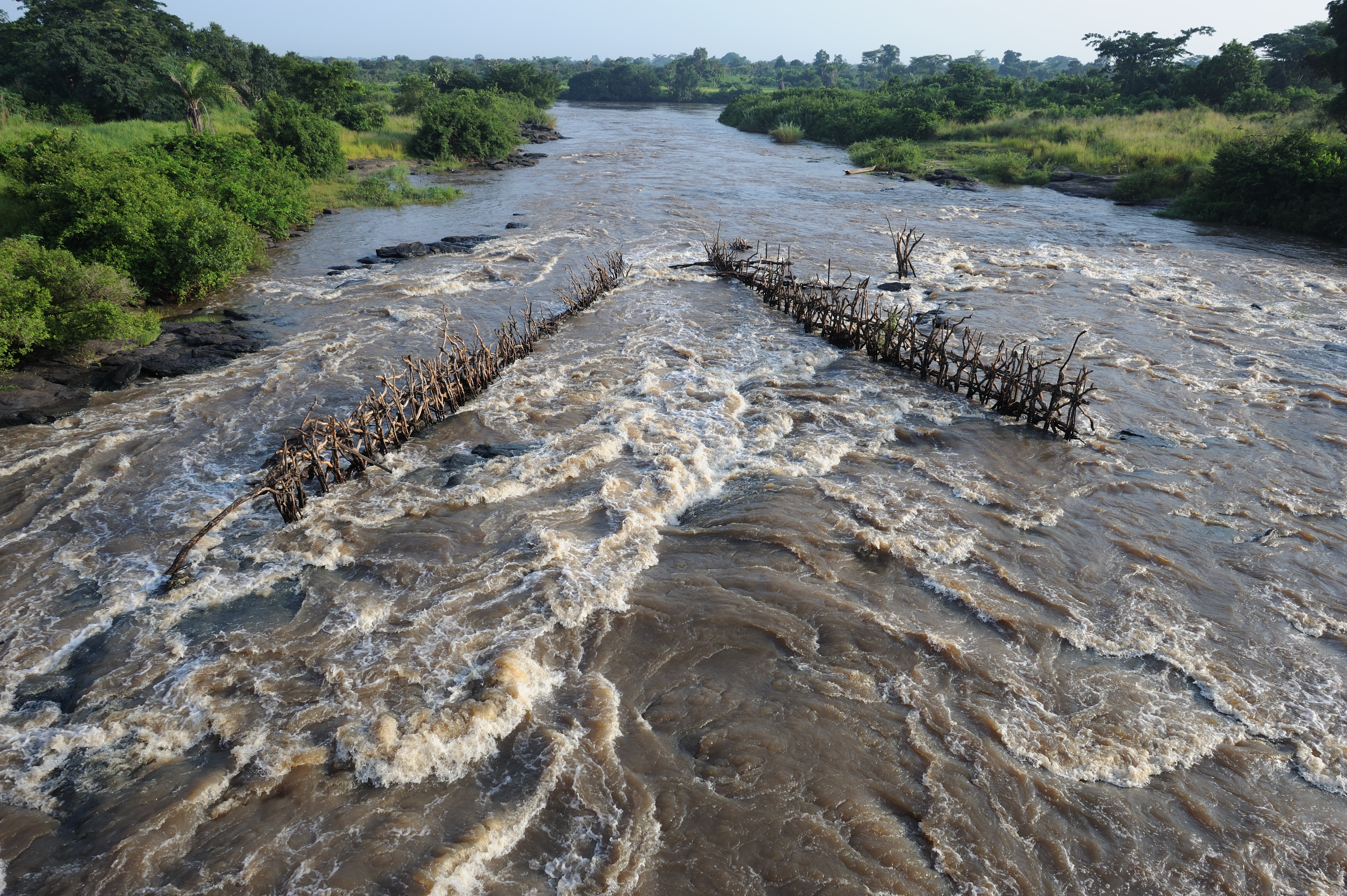
Rápidos en el Uele con trampas

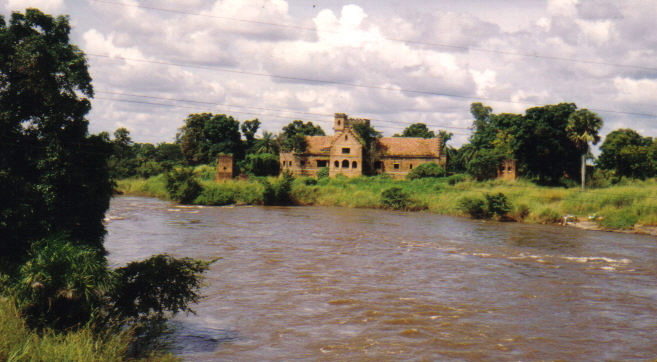
El castillo de Dungu, construido en 1942 por Schollaert, como sede residencial y administrativa de la entonces colonia belga en la confluencia del Dungu y Kibali.

Las fuentes del río Uele nacen en las montañas situadas al norte del lago Alberto, muy cerca de la frontera con Sudán. El Uele, como tal, nace cerca de la localidad de Dungu, de la confluencia de los ríos Dungu y Kibali, y recorre la parte norte de la República Democrática del Congo en dirección oeste. Recibe en su discurrir varios afluentes de importancia, como el Bomokandi, que le aborda por la margen izquierda, y el Uere, que lo hace por la derecha. Finalmente en Yakoma (12 210 hab. en 2012) confluye con el río Bomu dando nacimiento al río Ubangui. Las aguas del Bomu son más claras que las del Uele, y ambas permanecen con sus tonalidades diferentes sin mezclarse del todo varios kilómetros aguas abajo del Ubangui.
El río Uele da nombre a las provincias conguesas de Alto Uele y Bajo Uele. El río forma en su curso alto el límite del parque nacional Garamba, un parque considerado desde 1980 Patrimonio de la Humanidad por la Unesco y que desde 1996 está incluido en la Lista del Patrimonio de la Humanidad en peligro.
El río pasa frente a las pequeñas ciudades de Niangara y Bondo (19 601 hab. estimados en 2009), y en la desembocadura, por Yakoma.
En sus riberas viven los azandes.

## Historia
El río Uele fue descubierto, para los occidentales, por el explorador alemán Georg August Schweinfurth el 19 de marzo de 1870. Las fuentes del río fueron descubiertas por los exploradores alemanes Wilhelm Junker (1840-1892) y Friedrich Bohndorff (1848-1921) en una expedición entre 1882-1884, en la que probaron que continuaba en el río Ubangui.

## Ortografía
Se distinguen varias grafías del nombre:
- en la República Democrática del Congo (antiguo Congo Belga) según las normas del alfabeto internacional africano : Uele;
- en la República del Congo (antiguo Congo francés) y Centroáfrica (también antigua colonia francesa) según las normas de ortografía francesa, con el diagrama ou para el sonido /u/ : Ouélé;
- en lingala: Wɛlɛ;
- en alemán: Uelle.

La pronunciación de las cuatro variantes es sin embargo casi la misma.